# Gesamtirische Pokalwettbewerbe
In der Geschichte des Fußballs der Insel Irland gab es verschiedene Gesamtirische Pokalwettbewerbe. Nach einem Vierteljahrhundert des Fehlens eines solchen wird seit 2005 mit dem Setanta Sports Cup ein Wettbewerb sowohl für Mannschaften aus der Republik Irland und dem zum Vereinigten Königreich gehörenden Nordirland ausgetragen. Bis 1920 gab es aufgrund des gemeinsamen Verbandes nur einen Pokal für ganz Irland; nach der Trennung 1920/21 immer wieder Versuche gesamtirische Pokale zu etablieren, diese scheiterten aber meist nach wenigen Jahren.

## Gemeinsamer Verband
Bis zur Unabhängigkeit des Irischen Freistaates Anfang der 1920er Jahre gab es für ganz Irland nur einen Fußballverband, die Irish Football Association (IFA), heute nur noch für Nordirland zuständig. Der Pokalwettbewerb des Verbandes, der Irish Cup, auch bekannt als Gesamtirischer Pokal und später als Nordirischer Pokal, stand von seinem Beginn 1880 bis zur Trennung allen Mannschaften der Insel offen; obwohl meist Mannschaften aus den heute zu Nordirland gehörenden Gebieten gewannen, waren auch einige heute zur Republik gehörende Vereine siegreich; der Dubliner Club Shelbourne F.C. konnte zwischen 1905 und 1920 insgesamt sechsmal das Finalspiel erreichen und auch dreimal den Pokal gewinnen.

## Dublin and Belfast Inter-City Cup 1941–1949
In den 1940er Jahren wurde der Dublin and Belfast Inter-City Cup durchgeführt; er stand allen Mannschaften der nordirischen Irish League wie der südirischen League of Ireland offen; er wurde im Pokalmodus mit Hin- und Rückspiel ausgespielt. Eine Besonderheit gab es für den Fall eines Unentschieden aus beiden Finalspielen, in diesem Fall wurde der Club Sieger, der die meisten Eckstöße im Finale zugesprochen bekam. Auf diese Art konnten die Shamrock Rovers die zweite Austragung 1942/43 nach einem 2:2 in der Addition beider Spiele gegen die Bohemians für sich entscheiden. Die Shamrock Rovers dominierten dieses Turnier in den acht Austragungen stark, sie gewannen viermal und standen ein weiteres Mal erfolglos im Finale. Ende der 40er Jahre sank das Interesse am Wettbewerb so weit, dass der Pokal nicht mehr fortgeführt werden konnte.

## Pokale in den 1960er–1980er
Anfang der 60er Jahre wurde der North-South Cup ausgetragen. Er war wenig erfolgreich und endete schon nach zwei Austragungen. Der nächste Anlauf eines Gesamtirischen Pokals war dann der Blaxnit Cup (1967–1974), spielberechtigt waren diejenigen Mannschaften, die im nationalen Pokal das Viertelfinale erreichten. Neben diesem konnten die Clubs aus dem Süden und dem Norden ab 1971 am Texaco-Cup teilnehmen. Für diesen waren die besten Clubs aus Irland und den Verbänden des Vereinigten Königreichs spielberechtigt, die nicht in europäischen Wettbewerben standen. Wegen politischen Druckes wurden für die Mannschaften aus Nord- und Südirland dann 1973/74 and 1974/75 ein eigener Texaco-Cup Irland ausgetragen, der wegen fehlenden Erfolges bald wieder eingestellt wurde. Ein letzter wieder gescheiterter Versuch war der Tyler Cup, der zwischen 1978 und 1981 mit Unterbrechung dreimal ausgetragen wurde.

## Setanta Sport Cup seit 2005
Siehe Hauptartikel: Setanta Sports Cup
Seit 2005 wird der Setanta Sports Cup ausgetragen, teilnahmeberechtigt sind die jeweiligen Meister, Vizemeister, Pokal- und Ligapokalsieger.

## Sieger und Endspiele

### Irish Cup 1880–1920
| Saison  | Pokalsieger        | Ergebnis      | Finalteilnehmer                                                |
| ------- | ------------------ | ------------- | -------------------------------------------------------------- |
| 1880/81 | Moyola Park        | 1-0           | Cliftonville                                                   |
| 1881/82 | Queen’s Island     | 2-1           | Cliftonville                                                   |
| 1882/83 | Cliftonville       | 5-0           | Ulster                                                         |
| 1883/84 | Distillery         | 5-0           | Wellington Park                                                |
| 1884/85 | Distillery         | 2-0           | Alexander Limavady                                             |
| 1885/86 | Distillery         | 1-0           | Alexander Limavady                                             |
| 1886/87 | Ulster             | 3-0           | Cliftonville                                                   |
| 1887/88 | Cliftonville       | 2-1           | Distillery                                                     |
| 1888/89 | Distillery         | 5-4           | YMCA                                                           |
| 1889/90 | Gordon Highlanders | 2-2, 3-1      | Cliftonville                                                   |
| 1890/91 | Linfield           | 4-2           | Ulster                                                         |
| 1891/92 | Linfield           | 7-0           | The Black Watch Regiment                                       |
| 1892/93 | Linfield           | 5-1           | Cliftonville                                                   |
| 1893/94 | Distillery         | 2-2, 3-2      | Linfield                                                       |
| 1894/95 | Linfield           | 10-1          | Bohemians                                                      |
| 1895/96 | Distillery         | 3-1           | Glentoran                                                      |
| 1896/97 | Cliftonville       | 3-1           | Curragh Co. Kildare Sherwood Foresters                         |
| 1897/98 | Linfield           | 2-0           | Saint Columb’s Hall Celtic                                     |
| 1898/99 | Linfield           | 2-1           | Glentoran                                                      |
| 1899/00 | Cliftonville       | 2-1           | Bohemians                                                      |
| 1900/01 | Cliftonville       | 1-0           | Freebooters                                                    |
| 1901/02 | Linfield           | 5-0           | Distillery                                                     |
| 1902/03 | Distillery         | 3-1           | Bohemians                                                      |
| 1903/04 | Linfield           | 5-1           | Derry Celtic                                                   |
| 1904/05 | Distillery         | 3-0           | Shelbourne                                                     |
| 1905/06 | Shelbourne         | 2-0           | Belfast Celtic                                                 |
| 1906/07 | Cliftonville       | 0-0, 1-0      | Shelbourne                                                     |
| 1907/08 | Bohemians          | 1-1, 3-1      | Shelbourne                                                     |
| 1908/09 | Cliftonville       | 0-0, 2-1      | Bohemians                                                      |
| 1909/10 | Distillery         | 1-0           | Cliftonville                                                   |
| 1910/11 | Shelbourne         | 0-0, 2-1      | Bohemians                                                      |
| 1911/12 | Linfield           |               | (Kampflos, nachdem die übrigen verbliebenen Clubs zurückzogen) |
| 1912/13 | Linfield           | 2:0           | Glentoran                                                      |
| 1913/14 | Glentoran          | 3:1           | Linfield                                                       |
| 1914/15 | Linfield           | 1:0           | Belfast Celtic                                                 |
| 1915/16 | Linfield           | 1:1, 1:0      | Glentoran                                                      |
| 1916/17 | Glentoran          | 2:0           | Belfast Celtic                                                 |
| 1917/18 | Belfast Celtic     | 0:0, 0:0, 2:0 | Linfield                                                       |
| 1918/19 | Linfield           | 2:1           | Glentoran                                                      |
| 1919/20 | Shelbourne         |               | (Kampflos im Finale)                                           |

### Dublin and Belfast Inter-City Cup 1941–1949
| Saison    | Pokalsieger                                                        | Ergebnis                                                           | Finalteilnehmer                                                    |
| --------- | ------------------------------------------------------------------ | ------------------------------------------------------------------ | ------------------------------------------------------------------ |
| 1941/42   | Dundalk                                                            | 1:0                                                                | Shamrock Rovers                                                    |
| 1942/431  | Shamrock Rovers                                                    | 2:2                                                                | Bohemians                                                          |
| 1943/44   | Glentoran                                                          | 5:4                                                                | Belfast Celtic                                                     |
| 1944/45   | Bohemians                                                          | 3:2                                                                | Belfast Celtic                                                     |
| 1945/46   | Shamrock Rovers                                                    | 3:2                                                                | Belfast Celtic                                                     |
| 1946/47   | Shamrock Rovers                                                    | 4:1                                                                | Drumcondra                                                         |
| 1947/48   | Belfast Celtic und Distillery wurden gemeinsam zum Sieger erklärt. | Belfast Celtic und Distillery wurden gemeinsam zum Sieger erklärt. | Belfast Celtic und Distillery wurden gemeinsam zum Sieger erklärt. |
| 1948/1949 | Shamrock Rovers                                                    | 3:0                                                                | Dundalk                                                            |

1 Nach Unentschieden wurden die Rovers wegen der größeren Zahl der Eckstöße zum Sieger erklärt.

### North-South Cup 1960–1962
| Saison2 | Pokalsieger | Ergebnis Heimspiel, Rückspiel | Finalteilnehmer |
| ------- | ----------- | ----------------------------- | --------------- |
| 1960/61 | Linfield    | 0:0, 7:1                      | Glenavon        |
| 1961/62 | Glenavon    | 2:1, 0:0                      | Shelbourne      |

2Teilweise werden die jeweiligen Austragungen auch der jeweiligen Nachfolgesaison zugeschrieben, da die Endspiele jeweils erst im Herbst und damit nach Beginn der nächsten Spielzeit ausgetragen wurden.

### Texaco Cup (1970–1972) und 1973–1975
| Saison                                                            | Pokalsieger  | Ergebnis Heimspiel, Rückspiel | Finalteilnehmer |
| ----------------------------------------------------------------- | ------------ | ----------------------------- | --------------- |
| 1970/71 und 1971/72 erreichte keine irische Mannschaft das Finale |              |                               |                 |
| 1972/73 waren die irischen Mannschaften nicht spielberechtigt     |              |                               |                 |
| 1973–1975 wurde ein eigener Texaco Cup Irland ausgetragen         |              |                               |                 |
| 1973/74                                                           | Portadown    | 5:3 Addition beider Spiele    | Bohemians       |
| 1974/75                                                           | Waterford FC | 1:0, 0:0                      | Linfield        |

### 1978–1980
| Saison | Pokalsieger     | Ergebnis Heimspiel, Rückspiel | Finalteilnehmer |
| ------ | --------------- | ----------------------------- | --------------- |
| 1978   | Shamrock Rovers | 1:0                           | Finn Harps      |
| 1979   | Athlone Town    | 3:2 Addition beider Spiele    | Drogheda United |
| 1980   | Linfield        | 0:0, 2:1                      | Athlone Town    |

### Setanta Sports Cup 2005–2014
| Saison  | Pokalsieger      | Ergebnis            | Finalteilnehmer       |
| ------- | ---------------- | ------------------- | --------------------- |
| 2005    | Linfield FC      | 2:0                 | Shelbourne FC         |
| 2006    | Drogheda United  | 1:0 n. V.           | Cork City             |
| 2007    | Drogheda United  | 1:1 n. V. 4:3 i. E. | Linfield FC           |
| 2008    | Cork City        | 2:1                 | Glentoran FC          |
| 2009/10 | Bohemians Dublin | 1:0                 | St Patrick’s Athletic |
| 2011    | Shamrock Rovers  | 2:0                 | Dundalk FC            |
| 2012    | Crusaders FC     | 2:2 n. V. 5:4 i. E. | Derry City            |
| 2013    | Shamrock Rovers  | 7:1                 | Drogheda United       |
| 2014    | Sligo Rovers     | 1:0                 | Dundalk FC            |